# Sarcoma de Kaposi

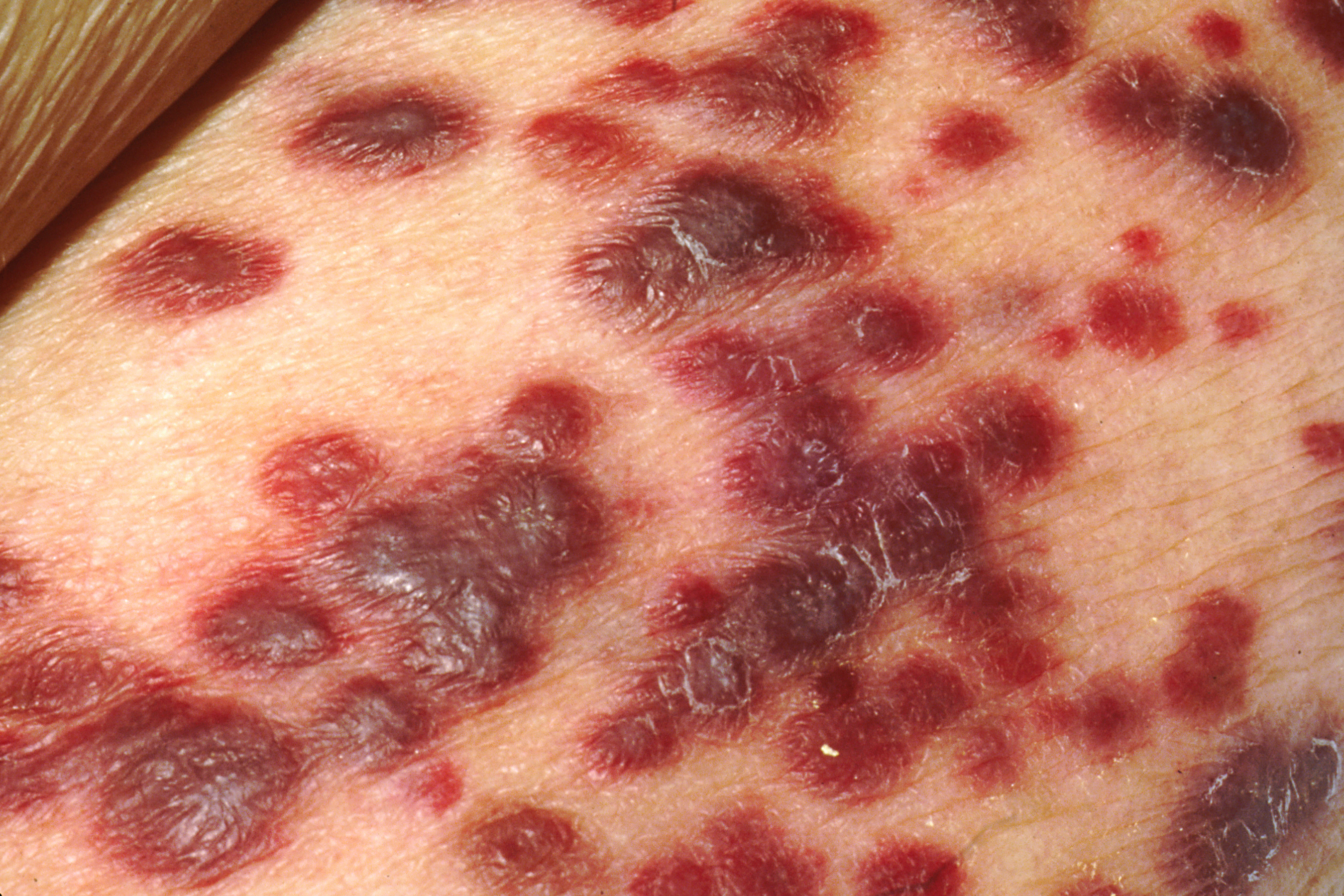
Sarcoma de Kaposi.

El sarcoma de Kaposi és un tumor maligne de l'endoteli limfàtic. La malaltia va ser descrita pel dermatòleg hongarès Moritz Kaposi (1837-1902) a Viena l'any 1872, sota el nom de "sarcoma múltiple pigmentat idiopàtic".
És un càncer angioproliferatiu de baix grau (ben diferenciat) i creixement lent que afecta quasi sempre la pell i les mucoses, encara que també sorgeix en l'ull i altres òrgans. Els seus signes clinics més comuns són: lesions cutànies de color vermell blavós, planes o elevades i amb una forma irregular, el sagnat per les lesions gastrointestinals i la dificultat per respirar, la tos crònica, la insuficiència respiratòria aguda i/o l'esput amb sang per les lesions pulmonars.

## Història
Entre els anys 1950 i 1960 es va descriure en forma endèmica a Àfrica central. El 1970 va ser associat amb estats d'immunosupressió iatrogènica (pacients trasplantats, etc.).
El 1981 l'aparició de diversos casos en homes homosexuals va marcar la primera alarma respecte a la malaltia identificada com una nova epidèmia, la de sida i es van detectar partícules virals de tipus herpètic en cultius de teixits i en biòpsies. També es van reconèixer elements que el van vincular al citomegalovirus (CMV), detectant antígens primerencs i tardans, CMV ADN i CMV RNA en cultius de cèl·lules de sarcoma de Kaposi (SK) per diversos mètodes. Uns anys més tard, fou descartada l'existència d'una relació etiològica entre el CMV i el SK.
El SK va ser associat en un principi a l'ús de poppers (unes substàncies inhalants), sense descartar la implicació d'altres drogues recreatives en la seva patogènesi i risc d'aparició entre el col·lectiu homosexual masculí. Peter Duesberg va formular la hipòtesi de la immunodeficiència provocada per factors no infecciosos, entre ells la malnutrició i el consum abusiu d'afrodisíacs inhalats, incloent els de venda legal en sex-shops, com unes de les causes del sida i del SK que afecta a les persones amb aquesta infecció retrovírica.
El 1994 Chang et al. van demostrar la presència en el SK d'un herpesvirus d'ADN bicatenari amb propietats oncogèniques i pertanyent a la subfamília Gammaherpesvirinae, anomenat VHH-8 o KSHV (Kaposi's sarcoma herpes virus), del qual aviat va ser desxifrada la seqüència genètica.
Investigacions posteriors han produït un important cos de coneixements sobre el virus i sobre les patologies que produeix, de les que aquesta és només una. El procés d'entrada del VHH-8 a les cèl·lules que infecta és complex i en ell participen diverses glicoproteïnes víriques que s'uneixen a un ampli ventall de molècules receptores de la superfície de la cèl·lula hoste. La prevalença (percentatge d'individus afectats) d'aquest virus és molt gran (propera al 50 per cent) en algunes poblacions africanes, situant-se entre el 2% i el 8% per al conjunt de la població mundial. El sarcoma de Kaposi es desenvolupa habitualment quan el sistema immunitari està deprimit, com ocorre en la sida, amb la qual està associada una variant específica.

## Diagnòstic diferencial
El diagnòstic diferencial del SK inclou: la síndrome berrugosa tropical l'angiosarcoma cutani, l'hemangioma de tipus clavetejat, el granuloma piogènic, el carcinoma escatós de la pell o una erupció cutània per reacció adversa a determinats medicaments. Ha estat descrita la concurrència de SK i angiosarcoma cutani en el context d'una leucèmia limfocítica crònica.

## Tipus
El sarcoma de Kaposi es presenta en quatre formes epidemiològiques, les quals tenen manifestacions clíniques diferents en els grups de població susceptibles a la malaltia.
- La forma clàssica va ser la primera a ser descrita. Afecta sobretot a homes (de 5 a 15 vegades més que a les dones) de més de 60 anys.[33] Es coneix de les regions orientals de la Mediterrània,[34] sobretot les penínsules Itàlica[35] i Balcànica i les illes gregues. La incidència observada en aquestes últimes entre els homes infectats per VHH-8 és d'aproximadament 1/3500. La malaltia sol presentar-se en la pell, afectant en especial els membres inferiors,[36] i és sovint indolora.[37] Eventualment, és un trastorn familiar.[38] Poquíssimes vegades es manifesta com un nòdul solitari peneà ulcerat,[39] lesions eritematoses sobreelevades en el gland d'un individu VIH negatiu,[40] afecta tan sols els primers dits del peu[41] o la infecció bacteriana sobreafegida del teixit tou d'una extremitat fa necessari amputar-la.[42] S'ha registrat, excepcionalment, algun cas de SK clàssic primari nodular adrenal descobert de manera fortuïta al fer una ressonància magnètica[43] i també de SK esplènic en malalts asiàtics no infectats pel VIH.[44]
- La forma endèmica va ser descrita a partir dels anys 1950 com una de les formes més freqüents de càncer a Àfrica Central i Oriental.[45] Afecta els homes de 10 a 15 vegades més sovint que a les dones.[46] En homes d'edat avançada el curs pot ser semblant a la forma clàssica,[47] però en persones més joves es presenta com un càncer molt més agressiu, disseminat, amb lesions multifocals (distribuïdes) que sovint impliquen a les vísceres i als ganglis limfàtics. Una variant rara (5% dels casos) afecta nens i adolescents VIH negatius, però portadors d'alguna alteració hereditària monogènica de la immunitat,[48] que els fa susceptibles al VHH-8 sense distinció de sexe, en la qual hi ha un compromís ganglionar predominant.[49] És en aquestes regions on la seroprevalença del VHH-8 (reveladora de la taxa d'infecció) supera sovint el 50 per cent dels homes adults. Tanmateix no hi ha una correlació perfecta entre els dos paràmetres, sent la incidència baixa en algunes regions on la prevalença és molt alta.[50]
- La forma posttrasplantament va començar a observar-se en els anys 1970 en pacients trasplantats, sobretot de ronyó, sotmesos a tractaments immunosupressors, com els que se segueixen per evitar el rebuig.[51] La incidència del sarcoma de Kaposi és en aquestes persones al voltant de 500 o 1000 vegades més alta que en la població general. La infecció pel VHH-8 pot ser anterior al trasplantament o una de les conseqüències.[52]
- La quarta forma és l'associada al VIH.[53] Va ser precisament la concurrència, en un breu espai de temps, d'un nombre inusitat de casos entre homes homosexuals de Califòrnia,[54] la que va alertar de l'aparició de la síndrome d'immunodeficiència adquirida (sida). Ocasionalment, un SK palpebral,[55] nasofaríngic,[56] conjuntival[57] o cutani disseminat és el primer símptoma físic d'aquesta síndrome,[58] acompanyat a vegades de trastorns gastrointestinals d'índole molt dispar.[59] L'aparició d'un SK laríngic associat al VIH i sense lesions cutànies concomitants, és gairebé una raresa.[60] Generalment, el pronòstic del malalt amb sida quan hi ha afectació pulmonar pel sarcoma no és bo.[61]

El risc acumulat en deu anys de desenvolupar sarcoma de Kaposi en homes coinfectats pels virus VIH i VHH-8 és del 30 al 50 per cent i la incidència diversos milers de vegades major que en la població general. En els països desenvolupats la introducció de teràpies antiretrovirals altament actives ha reduït radicalment la seva incidència, però en països africans on la prevalença d'ambdós virus és elevada i els recursos sanitaris escassos, el sarcoma de Kaposi s'ha convertit en el càncer més comú, representant en alguns llocs fins al 50 per cent dels càncers. La coexistència en una persona VIH negativa d'un SK i un limfoma MALT és un fet insòlit. Els sarcomes de Kaposi d'origen iatrogènic relacionats amb l'administració de fàrmacs immunomoduladors són molt infreqüents.
No s'observen diferències histològiques i immunohistoquímiques entre les diferents formes epidemiològiques, sent els canvis microscòpics més importants els relacionats amb el grau de desenvolupament tumoral. L'hemangioendotelioma kaposiforme és una neoplàsia vascular inusual, que té una nosologia distinta al SK malgrat el seu nom, caracteritzada per l'aparició de lesions cutànies de morfologia variada i de masses en els teixits tous formades per vasos sanguinis desorganitzats. Rarament, els hemangioendoteliomes kaposiformes són intraorals. Molts casos cursen amb trombocitopènia, anèmia hemolítica i coagulopatia de consum greus (fenomen de Kasabach-Merritt). La síndrome de Stewart-Bluefarb, anomenada també acroangiodermatitis o pseudosarcoma de Kaposi, és una afecció poc comuna de la pell derivada d'una fístula arteriovenosa subjacent congènita o adquirida, en la qual apareixen ulceracions cutànies cròniques que tenen característiques clíniques similars a les del SK, però trets histològics dissemblants. Les úlceres solen respondre bé a l'administració de glicosaminoglicans.